# Ládví
Ládví – stacja linii C metra praskiego (odcinek IV.C1). Leży w północnej dzielnicy Pragi – Kobylisach.
W latach 2004–2008 pełniła funkcję stacji końcowej linii, do czasu otwarcia drugiej części odcinka IV.C.